# Alosa pseudoharengus
La pinchagua (Alosa pseudoharengus) es un  pescado comestible de Norteamérica, perteneciente a la familia de los arenques.
La pinchagua crece hasta cerca de 30 cm. Casi todas los bancos de esta clase de pez, pasan varios años a lo largo de la costa atlántica de América del Norte, antes de ascender por las corrientes de agua dulce para desovar cada primavera en estanques o ríos lentos.